# Бошњачка република
Бошњачка република је консолидација територија насељених Бошњацима у бошњачку националну државу, предложена током рата у Босни и Херцеговини, када су прављени планови за подјелу Босне и Херцеговине. Била би успостављена као једна од три етничке државе у лабилној конференцији, или као независна „муслиманска држава” у области које контролисала бошњачка војска, као приједлог исламиста. Област насељена Бошњацима или коју контролише бошњачка војска (Република Босна и Херцеговина) постала би бошњачка држава, као што је Република Српска била држава Срба и Херцег-Босна Хрвата. Према пропалом српско-хрватском договору у Грацу 1992. године требало је да настане мала бошњачка тампон држава, пежоративно означена као „Алијин пашалук” на карти током разговора. Овен—Столтенбергов план (јул 1993) предвиђао је давање 30% територије Бошњацима, укључујући око 65% бошњачке популације (према попису из 1991). У фебруару 1994, Странка демократске акције је предложила стварање бошњачке држава у којој би Срби и Хрвати били националне мањине. Дејтонским мировним споразумом (новембар—децембар 1995) завшен је рат и настала је федерална република Босна и Херцеговина, састављена од два ентитета, бошњачког и хрватске Федерације Босне и Херцеговине и српске Република Српске. Стручњак за међународне односе Нилс ван Вилиген је навео сљедеће: „Док су се босански Хрвати и босански Срби могли идентификовати са Хрватском односно Србијом, непостојање бошњачке државе Бошњаке је чврсто оприједило за Босну као јединствени политичке ентитет”.
Пропагандни текстови из 1996. године, након рата, позивају на стварање бошњачке државе. Секуларни Бошњаци упозоравају да би подјела државе могла окренути Бошњаке ка исламском фундаментализму. Дошло је од приједлога за отцјепљење Републике Српске или за њено укидање.
- Етнички састав 1991. године
- Војна ситуација прије Дејтона (1995)
- Етнички састав 2013. године